# Josée Landry Sirois
Josée Landry Sirois est une artiste québécoise. Née en 1981 à Rimouski, elle vit et travaille aujourd’hui à Saint-Michel-de-Bellechasse, Québec. Elle a été représentée par la Galerie a de Québec qu’elle a rejoint en 2020.

## Expositions

### Individuelles
- 2013 : « Débris d’impression », l’Œil de poisson, Québec, QC, Canada[4]
- 2015 : « Volcans », Galerie Michel Guimont, Québec, QC, Canada[5],[6]
- 2022 : « Voir plus loin que ce qui est ici », Galerie a, Québec, QC, Canada[7],[1]

### Collectives
- 2008 :
  - Symposium international d’art contemporain de Baie Saint-Paul, Baie-Saint-Paul, QC, Canada[8]
  - « Trois », avec Diane Landry et Paryse Martin, Galerie Michel Guimont, Québec, QC, Canada[9]
- 2009 : « Lignes de fuite », avec Caroline Gagné et Annie Thibault, Galerie des arts visuels de l’Université Laval, Québec, QC, Canada[10]
- 2010 : « Accident – le OFF », Patrick Bérubé, Dan Brault, Blaise Carrier Chouinard, Natascha Niederstrass et Catherine Plaisance, « Catastrophe ? Quelle Catastrophe ! », Manif d’art 5 – Biennale de Québec, Québec, QC, Canada[11],[12]
- 2011 : « Exploration spatiale », Musée national des beaux-art du Québec, Québec, QC, Canada[13]
- 2015 : « Ligne de vie », avec Carlos Parra, Maison de la culture du Plateau-Mont-Royal, Montréal, QC, Canada[14]
- 2017 : Magnificat, avec Paryse Martin, « L’art de la joie », Maison Hamel-Bruneau, Manif d’art 8 – Biennale de Québec, Québec, QC, Canada[15]
- 2019 : « Itinérance » et le projet Sésame, Musée de la Civilisation, Québec, QC, Canada[16],[17],[18],[19]

## Collection
- Musée national des beaux-arts du Québec[20]
- Collection BMO
- Collection Desjardins
- Collection de la ville de Québec